# النزل: الجزء الثالث (فلم)
النزل: الجزء الثالث (بالإنجليزية: Hostel: Part III) هو فيلم رعب تم إنتاجه في الولايات المتحدة وصدر سنة 2011 بطولة براين هاليساي، سارة هابيل وكيب بارديو، وهو الجزء الثالث من سلسلة أفلام الرعب «نزل أو هوستل».

## القصة
قبل عدة أيام من زفاف (سكوت) على (إيمي)، يقوم بعمل حفلة العزوبية الخاصة به، تم إغراء أربعة من الأصدقاء من أجل الانضمام إلى حفلة خاصة جدا من قبل فتاتين مثيرتين للغاية، وبعد الموافقة على الانضمام، يجدون أنفسهم قد وقعوا في فخ رهيب للغاية؛ إذ إنهم أصبحوا عبارة عن فرائس للصيد بداخل لعبة وحشية سادية بشدة.

## الميزانية والإيرادات
كلّف الفيلم 6 ملايين دولار.

## وصلات خارجية
- مقالات تستعمل روابط فنية بلا صلة مع ويكي بيانات